# 亨利·莫诺
亨利·莫诺（法語：Henri Monnot，？—？），法国男子帆船运动员。他曾代表法国参加1900年夏季奥林匹克运动会帆船比赛，获得一枚铜牌。